# Ir. B. Bijvoetbrug
De Ir. B. Bijvoetbrug (brug  229) is een vaste brug in Amsterdam-Centrum. De brug overspant de Zwanenburgwal. 

## Omgeving
De brug vormt voor voetgangers en fietsers de verbinding tussen de Staalstraat en het voormalige eiland Vlooienburg, waarop in de jaren 1980 de Stopera werd gebouwd. De brug is vernoemd naar de architect Bernard Bijvoet, die met een plan kwam voor een opera in Amsterdam. Dat is nooit uitgevoerd, maar bij het ontwerp van die Stopera is hij enige tijd betrokken geweest (hij overleed in de tussentijd).
Voor voetgangers leidt de brug tevens naar de iets noordelijker gelegen markt op het Waterlooplein. 
Bij het oostelijk landhoofd van de brug staat het door kunstenaar Nicolas Dings ontworpen Spinozamonument ter nagedachtenis van Baruch Spinoza. 
Alhoewel gelegen in het centrum van de stad zijn er in de directe omgeving relatief weinig gemeentelijke en/of rijksmonumenten te vinden, deels te danken aan feit dat aan de oostzijde van de Zwanenburgwal alle oude gebouwen gesloopt zijn om plaats te maken voor de Stopera.

## Geschiedenis
Er ligt hier al eeuwen een brug. De stadsplattegrond van Pieter Bast uit 1599 en die van Balthasar Florisz. van Berckenrode uit 1625 laten hier al wel een basculebrug zien. De brug ligt dan over de Verwers Graft, maar ligt dan nog in de noordelijke kade van de Amstel. In beide kades werd hier laat 17e eeuw grond aangeplempt, zodat de brug tussen de bebouwing kwam te liggen en aldus de Staalstraat (ten westen) en Zwanenburgerstraat (ten oosten) ontstonden. De moderne geschiedenis van de brug begint in 1844 toen Johannes Hilverdink een tekening maakte van de Hervormde Diaconieweeshuis op Vlooienbrug en en-passant de dan dubbele opklapbrug tekent. Fotograaf Andries Jager kwam niet veel later voorbij en legde de wipbrug vast rond 1870. 
Dat was net op tijd, want in 1879 stort de brug in. Op 16 of 17 november probeert de brugwachter door op het brugdek te lopen de brug geforceerd te sluiten voor de scheepvaart. Daardoor komt het brugdek te hard op het landhoofd en breekt, de jukken waarop de wippen lagen waren volkomen verteerd door vocht en zwammen. De brugwachter kon om letsel te voorkomen alleen nog maar in de gracht springen; hetzelfde gold voor een karrevoerder die stond te wachten en anders getroffen zou zijn door verbrijzelde balken. Beide mannen konden gered worden, de brug was verloren. Al snel kwam er vanuit gemeentewegen een veertje. Het duurt evenwel een lange tijd voordat de brug echt vernieuwd wordt. In 1887 besteedde de gemeente aan het vernieuwen van de brug no. 229 in ijzer, waarbij circa 50 ton balkijzer nodig was. Het werk moest geschieden onder supervisie van de stadsarchitect van de Dienst der Publieke Werken, destijds Bastiaan de Greef. De brug werd toen gedragen door jukken met X-vormen in een raamwerk. Onder leiding van Wichert Arend de Graaf werden onder meer de X-vormige brugpijlers vernieuwd.  In 1927 reed een automobilist door de brugleuning heen, maar man en voertuig bleven op de brug hangen. De brug verdween in het geheel in het traject van de bouw van de Stopera; er kwam iets noordelijker een houten noodbrug te liggen; in juli 1985 staan alleen de pijlers in de Zwanenburgwal. Een jaar later (september 1986) lag er een nieuwe brug op nieuwe pijlers, die op een betonnen voet staan, de raamwerken met X-vormen zijn ook weer terug. De brug hield bij deze nieuwbouw onder leiding van Dirk Sterenberg haar originele uiterlijk.

## Afbeeldingen

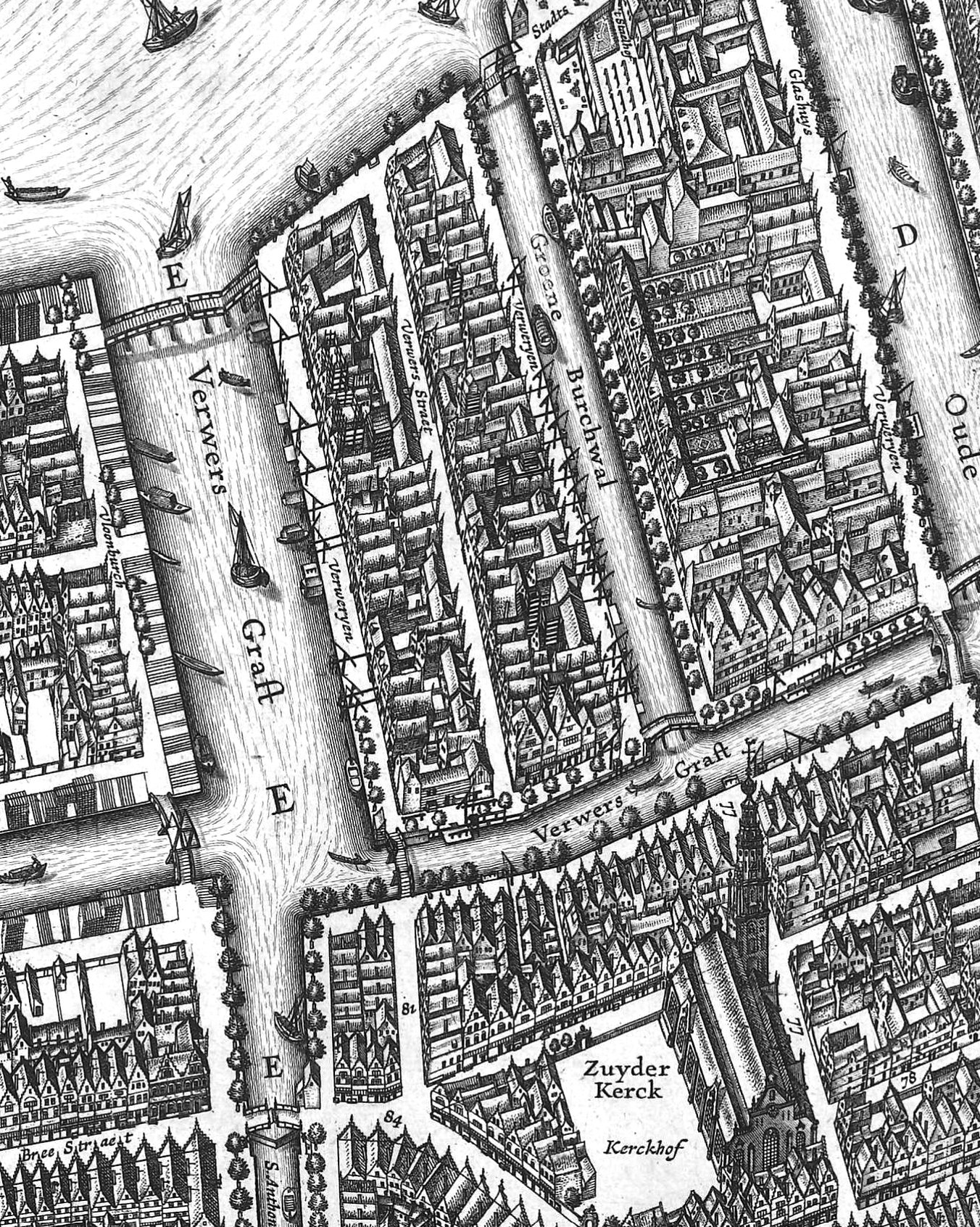
De brug volgens Van Berckenrode in 1625 bovenaan de tekening bij de letter E
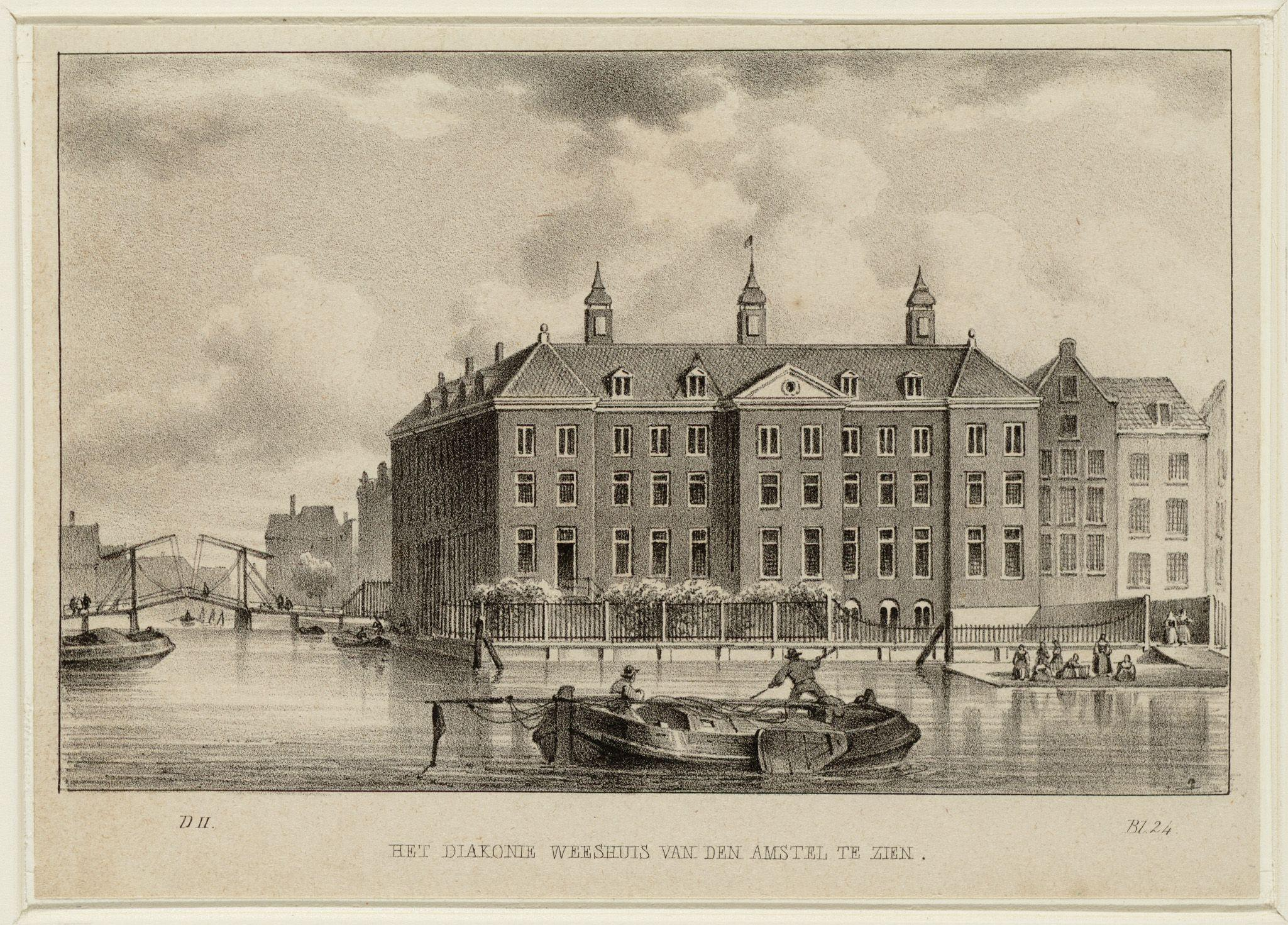
Links Brug 229 door Johannes Hilverdink in 1844
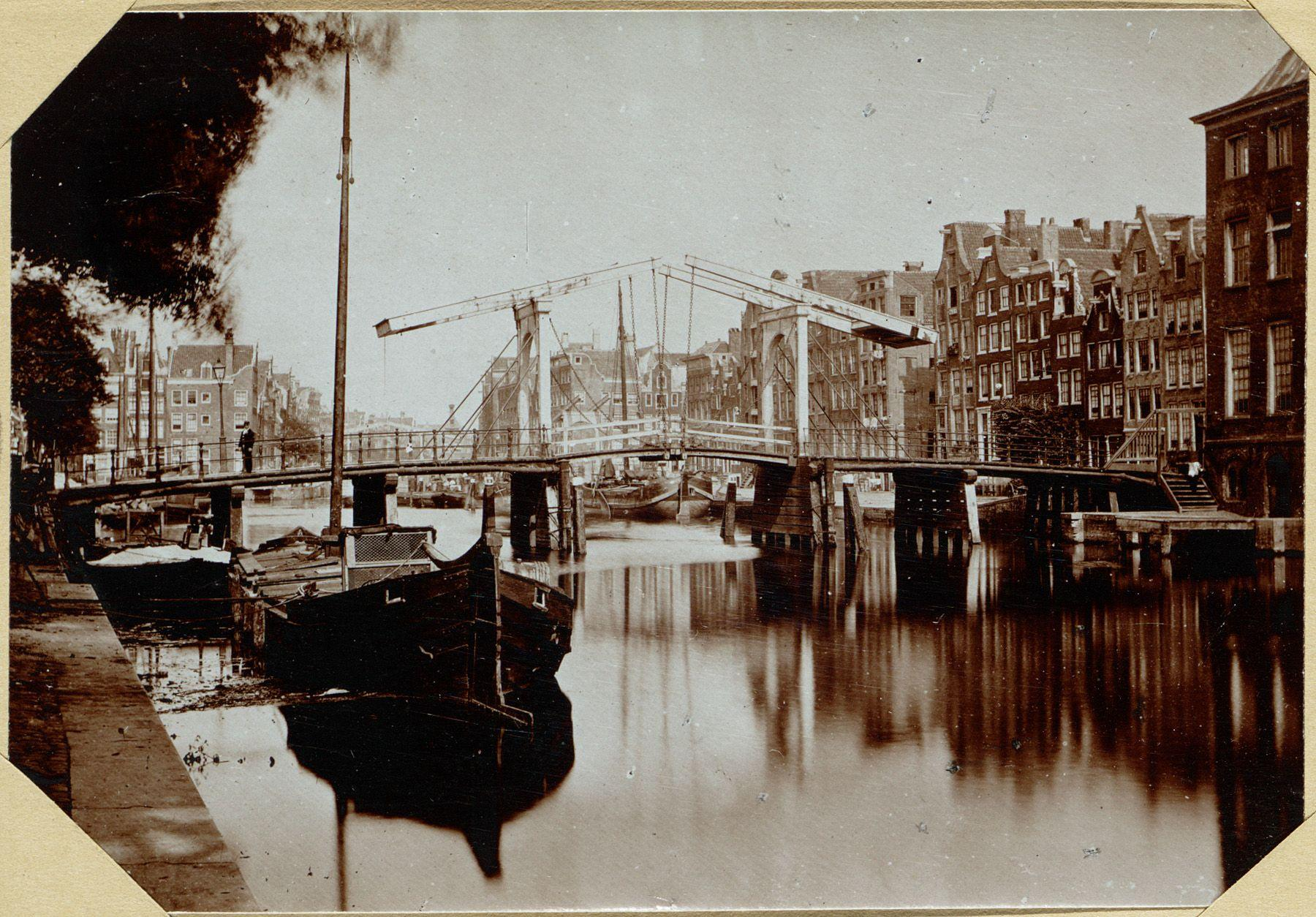
Foto van Andries Jager
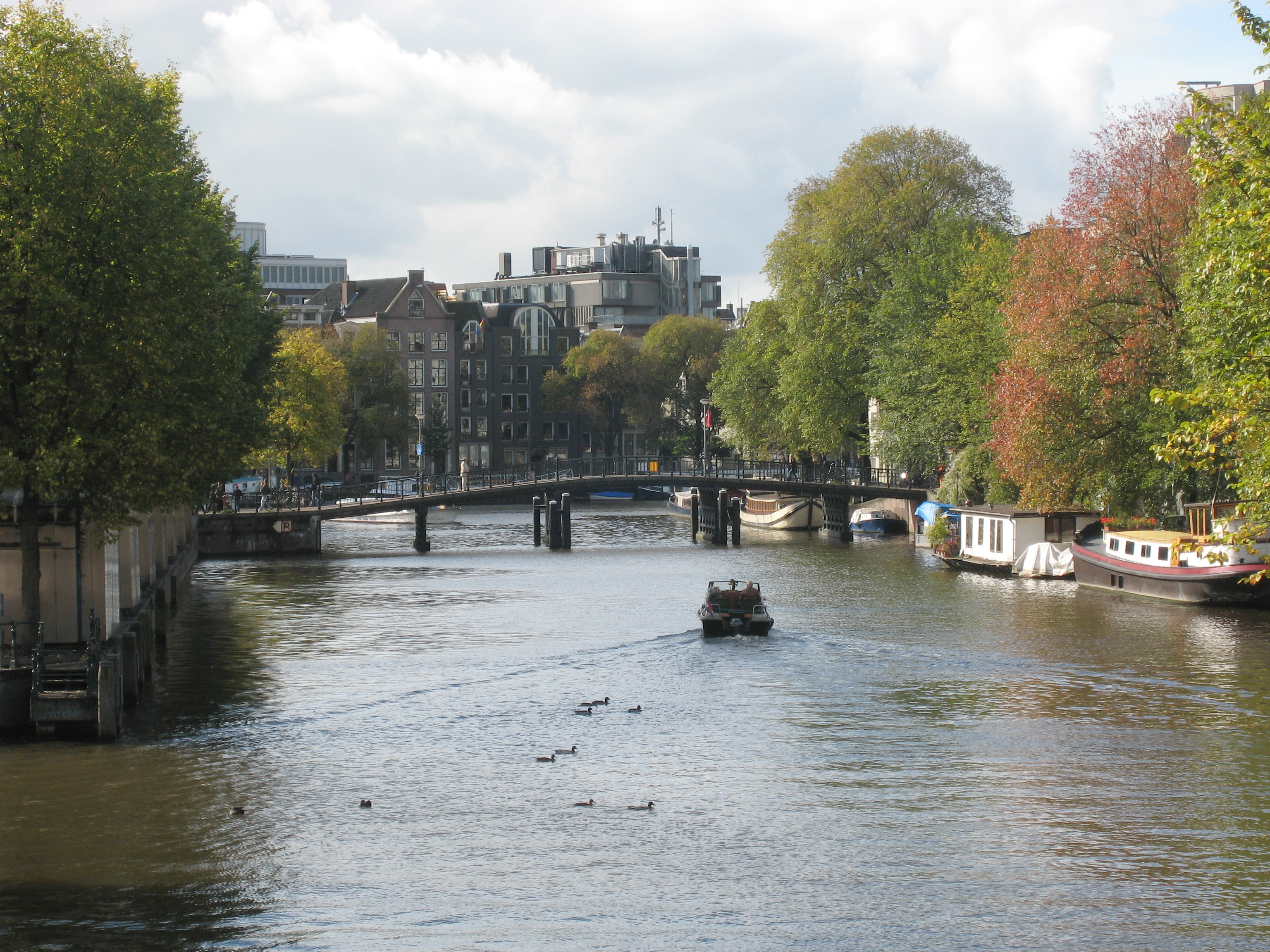
Een hoger uitzicht op de brug
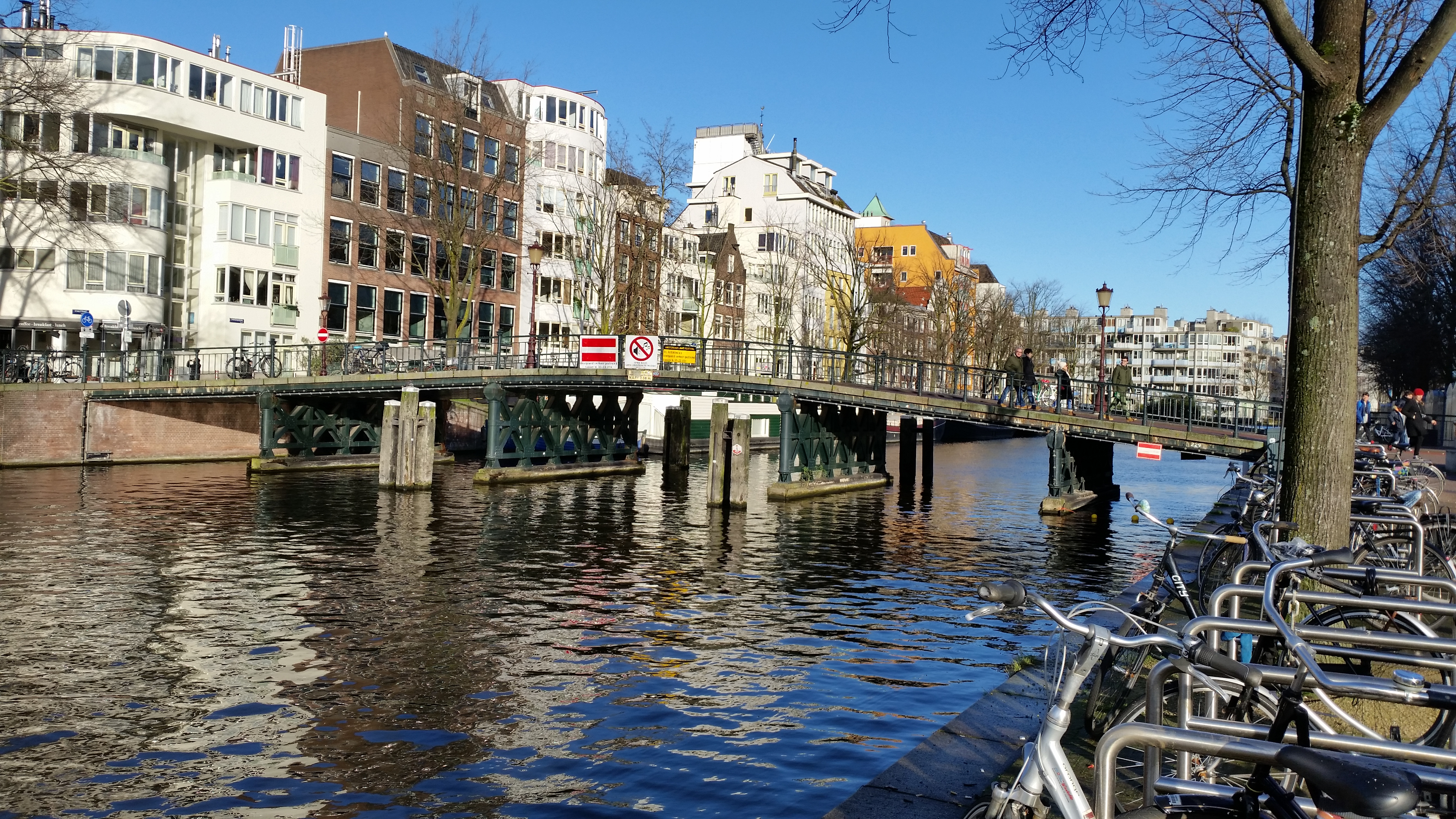
Brug 229 in november 2019

<<< · 200 · 201 · 202 · 203 · 204 · 205 · 206 · 207 · 208 · 209 ·  210 · 211 · 212 · 213 · 214 · 215 · 216 · 217 · 218 · 220 · 221 · 222 · 223 · 224 · 225 · 226 · 227 · 228 · 228P · 229 · 230 · 231 · 232 · 233 · 234 · 235 · 236 · 237 · 238 · 239 ·  240 · 241 · 242 · 243 · 244 · 245 · 246 · 247 · 248 · 249 ·  250 · 251 · 252 · 253 · 254 · 255 · 256 · 257 · 258 · 259 · 260 · 261 · 262 · 263 · 264 · 265 · 266 · 267 · 270 · 271 · 272 · 273 · 274 · 275 · 277 · 278 · 279 · 280 · 281 · 283 · 285 · 286 · 287 · 288 · 289 · 290 · 291 · 292 · 293 · 295 · 296 · 297 · 298 · 299 · >>>
Brugnummers 219, 268, 269, 276, 282, 284, 294 zijn niet (meer) in omloop.